# Dendracarus pulchellus
Dendracarus pulchellus är en kvalsterart som beskrevs av Balogh 1961. Dendracarus pulchellus ingår i släktet Dendracarus och familjen Lohmanniidae. Inga underarter finns listade i Catalogue of Life.